# Leopoldo Mugnone

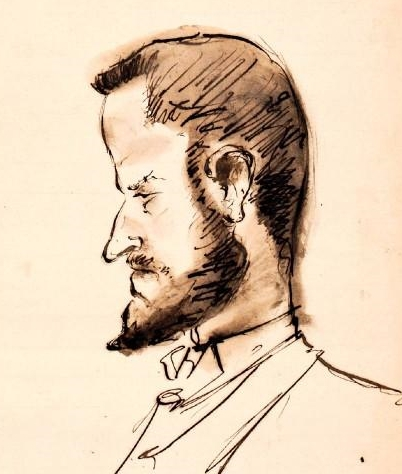
Zeichnung von Mugnone, 1896

Leopoldo Mugnone (* 29. September 1858 in Neapel; † 22. Dezember 1941 in Capodichino) war ein italienischer Dirigent und Komponist.
Mugnone, der aus einer Musikerfamilie stammte – sein Vater Antonio war Erster Kontrabassist am Teatro San Carlo – komponierte zwölfjährig seine erste Oper Il dottor Bartolo Salsapariglia. Er studierte am Konservatorium von S. Pietro a Majella bei Beniamino Cesi und Paolo Serrao. 1875 wurde er Chorleiter für die komische Oper und Operette am Teatro Nuevo und komponierte die Operetten Don Bizzarro e le sue figlie und Mamma Angot al serraglio di Costantinopoli nach Libretti von Enrico Golisciani, die beide mit Erfolg am Teatro Nuevo aufgeführt wurden. Zur gleichen Zeit komponierte er auch kammermusikalische Werke und Lieder.
Er ging dann an das Teatro Garibaldi und 1877 ans Teatro dei Fiorentini, wo er in einer Serie Opern von Giovanni Paisiello, Domenico Cimarosa, Errico Petrella und Gioachino Rossini aufführte. Nach seiner Rückkehr nach Neapel reiste er einige Zeit als Klavierbegleiter mit dem Kontrabassvirtuosen Giovanni Bottesini. 1887 debütierte er am Teatro Costanzi in Rom mit Verdis Die Macht des Schicksals.
1890 dirigierte Mugnone die Uraufführung von Pietro Mascagnis Cavalleria rusticana. 1900 leitete er die Uraufführung der Oper Tosca seines Freundes Giacomo Puccini; später war er auch Dirigent der Uraufführungen von drei Opern Umberto Giordanos (Andrea Chénier, 1905; Fedora, 1906; Mese mariano, 1910) und von Alberto Franchettis La figlia di Jorio (1906).
Ab 1891 war Mugnone Dirigent an der Mailänder Scala, ab 1900 dirigierte er regelmäßig am Royal Opera House in London. Er leitete zahlreiche Erstaufführungen italienischer Opern im Ausland ebenso wie die Erstaufführung deutscher und französischer Opern (u. a. von Georges Bizet, Jules Massenet, Hector Berlioz und Richard Wagner) in Italien. In Argentinien leitete er die Erstaufführung von Wagners Die Meistersinger von Nürnberg in italienischer Sprache, auch in Uruguay trat er als Gastdirigent auf. Selbst komponierte er zwei weitere erfolgreiche Opern: Il Birichino (1892) und Vita Bretonna (1905).
Mugnone war mit der Sängerin Maria Paolicchi verheiratet.